# Магистратская улица (Чернигов)
Магистратская улица (укр. Магістратська вулиця) — улица в Деснянском и Новозаводском районах города Чернигова, исторически сложившаяся местность (район) Предградье. Пролегает от Красной площади до улицы Хлебопекарная.
Примыкают улицы Ремесленная, Княжая.

## История
Магистратская улица была проложена в конце 18 — начале 19 века.
В 1806 году был построен одноэтажный дом с ротондой для магистрата, в 1866 году был надстроен второй этаж. В 1930-е годы этот дом был ещё раз перестроен: разобрав ротонду, был надстроен третий этаж. Здесь была расположена Городская дума, затем с конца 19 века — Городской банк. После национализации в советский период — областная контора Государственного банка, сейчас — Управление Национального банка Украины в Черниговской области (дом № 2/16). В 1948 году здание было вновь отстроено.
Вторая часть современной улицы — Театральная улица была проложена позже вдоль Театральной площади (современной Красной), получила название из-за площади. На будущей Театральной улице были расположены солдатские казармы, с 1877 года — городское 3-классное училище, ныне — кинотеатр «имени Н. А. Щорса» (дом № 3). Далее расположено здание государственного банка — ныне Черниговский горсовет (дом № 7/15). В западной части Театральной площади был разбит Театральный сквер в период 1898—1899 года.
В 1935 году Магистратская улица и часть Театральной улицы были объединены в единую улицу Куйбышева — в честь русского революционера и советского партийного и политического деятеля Валериана Владимировича Куйбышева. А часть улицы отошла к площади Куйбышева.
7 июня 2001 года улице было возвращено историческое название — в честь городской думы и магистрата, которые были расположены в 19 веке на данной улице.

## Застройка
Улица пролегает в юго-западном направлении параллельно улицам Князя Чёрного и Коцюбинского.
Начало улицы (до примыкания Княжей улицы) непарная сторона занята учреждениями обслуживания, парная — сквер имени Н. Н. Попудренко. Далее непарная сторона занята малоэтажной (2-3-этажные дома) и многоэтажной (5-9-этажные дома) жилой застройкой, парная — малоэтажной жилой (3-этажные дома) и усадебной застройкой.
В начале улицы в период 1926—1941 года был расположен Санитарно-бактериологический институт. Во время Великой Отечественной войны эти два дома были также сожжены. В послевоенные годы в период 1948—1957 года в них был расположен городской комитет партии и горком комсомола, затем — детская больница, областная стоматологическая поликлиника. Со временем пространство между ними застроили, объединив в единое здание (дом № 19).
В 1930-е годы был возведён 3-этажный жилой дом (№ 4), в 1970-е годы — два 9-этажных жилых дома однотипной серии (№ 9/18, 21/11).

- участок от Красной площади до Княжей улицы
- участок от Ремесленной улицы до Княжей улицы
- участок от Ремесленной улицы до Хлебопекарной улицы

Учреждения:
1. дом № 1/20 — Хозяйственный суд Черниговской области
2. дом № 2/16 — Управление Национального банка Украины в Черниговской области
3. дом № 3 — Черниговский областной молодёжный центр — бывший кинотеатр имени Н. А. Щорса
4. дом № 7/15 — Черниговский городской совет
5. дом № 19 — Областная стоматологическая поликлиника

- Здание гостиницы «Десна» (справа) и здание кинотеатра имени Н. А. Щорса (слева)
- Здание государственного банка
- Здание городского банка
- Дом дворянской семьи Гортинских
Памятник природы — вековой дуб

Памятники архитектуры местного значения:
1. дом № 1/20 — Здание гостиницы «Десна»
2. дом № 2/16 — Здание городского банка
3. дом № 3 — Здание кинотеатра имени Н. А. Щорса
4. дом № 7/15 — Здание государственного банка

Памятники истории:
1. в сквере имени Н. Н. Попудренко — могила руководителя партизанского объединения Н. Н. Попудренко — местного значения, перенесена 10 июля 2017 года на кладбище «Яцево»[9][10]
2. в сквере имени Н. Н. Попудренко — могила В. А. Капранова (1904—1950) — заместителя руководителя партизанского объединения Н. Н. Попудренко — местного значения, перенесена 10 июля 2017 года на кладбище «Яцево»[9][10]
3. в сквере имени Н. Н. Попудренко — Братская могила 24 советских воинов, погибших осенью 1943 года при освобождении Чернигова и форсировании Днепра (1943) — местного значения
4. дом № 19 — Дом дворянской семьи Гортинских — вновь выявленный

Есть ряд значимых и рядовых исторических зданий, что не являются памятниками архитектуры или истории: усадебные дома № 6/14, 8, 10, 17/16; 2-этажные дома № 11, 19 (часть дома).
Мемориальные доски:
1. дом № 2/16 — Черниговскому городскому главе Василию Михайловичу Хижнякову (с барельефом) — на здании, где работал (1875—1887)

Памятники природы местного значения:
1. возле дома № 19 — вековой дуб